# Tōkai (sottoregione)

Regione di Tōkai, Giappone

Tōkai (東海, letteralmente mare dell'est) è una sottoregione comprendente parti delle regioni di Chūbu, Kantō e Kansai, nell'isola di Honshū dell'arcipelago giapponese, ed è situata lungo la costa dell'Oceano Pacifico. Il nome deriva da Tōkaidō, (la via del mare orientale) una delle cinque vie di comunicazione del periodo Edo.
Le prefetture comprese nella regione di Tōkai non sono definite in modo preciso. Dal punto di vista geografico, comprende Shizuoka, Aichi e Mie nel Kansai e la parte sud di Gifu, ma ci sono casi in cui si considerano parte di Tōkai anche le prefetture di  Tokyo e Yokohama nel Kantō.
Il legame economico tra Aichi, Gifu e Mie (la cosiddetta regione di Chūkyō, 中京地方 Chūkyō-chihō) è molto forte.